# Anabolia sordida
Anabolia sordida är en nattsländeart som beskrevs av Hagen 1861. Anabolia sordida ingår i släktet Anabolia och familjen husmasknattsländor. Inga underarter finns listade i Catalogue of Life.